# Employer Branding
Employer Branding is het promoten van de organisatie als werkgever om (potentiële) kandidaten enthousiast te maken om voor dit merk te werken. Het is een tool om als organisatie op te vallen tussen concurrerende organisaties op de arbeidsmarkt en zo specifieke kandidaten aan te trekken. Via intern en extern onderzoek is het mogelijk om een identiteit vast te stellen en in welke mate deze identiteit onderscheidend is van vergelijkbare organisaties. Deze identiteit vormt de basis voor een boodschap richting de arbeidsmarkt. Met deze boodschap kan een werkgever aan kandidaten laten zien wat de organisatie als werkgever te bieden heeft. Zo ontstaat een (aantrekkelijk) imago, waarmee de organisatie talent aantrekt. Het Employer Brand (direct naar het Nederlands vertaald: het Werkgeversmerk) is de reputatie van een werkgever als plek om te werken, met alles wat het bedrijf te bieden heeft.

## Oorsprong
De term Employer Branding werd voor het eerst in de jaren ’90 gebruikt. In december 1996 publiceerden Simon Barrow, voorzitter van People in Business, en Tim Ambler, Senior Fellow van de London Business School, de ‘Journal of Brand Management’. Deze academische paper was de eerste gepubliceerde poging om ‘’de toepassing van brand managementtechnieken op Humanresourcesmanagement te testen’’. De schrijvers definieerden het Employer Brand als ‘’het pakket van functionele, economische en psychologische voordelen die door de werkgelegenheid worden geboden en geïdentificeerd met de werkgever’’. Tegen 2001 beweerde 40% van de 138 toonaangevende bedrijven die door de Conference Board in Noord-Amerika werden ondervraagd, actief bezig te zijn met een vorm van Employer Branding. In 2003 liet een wereldwijde enquête, uitgevoerd door de Economist, zien dat de term ’Employer Brand’ bij 61% van de HR-professionals en 41% van de niet-HR-professionals bekend was. Het eerste boek over dit onderwerp is gepubliceerd in 2005. De term Employer Branding werd in het begin van jaren ’00 steeds bekender in Nederland, te zien aan het groeiend aantal wetenschappelijke artikelen dat hierover toen verscheen.

## Het groeiende belang van Employer Branding
Door de huidige arbeidsmarkt en het nieuwe consumentengedrag, groeit het belang van Employer Branding als HR-, Marketing- en Communicatietaak. Veel bedrijven kampen met personeelstekort, zeker als het gaat om moeilijk te vervullen functies in gebieden met een krappe arbeidsmarkt. Werkgevers gaan steeds vaker de strijd om dezelfde groepen kandidaten aan om hun functies te vervullen. Een aantrekkelijk imago is hierbij van groot belang.
Daarnaast is de manier veranderd waarop mensen zoeken naar banen en van baan veranderen. De focus ligt vaak ook op het bereiken van de niet-werkzoekende talenten (ook wel: latente doelgroep) die bij de concurrent werken. In de huidige arbeidsmarkt valt 80% van de kandidaten onder deze latente doelgroep. Werkgevers moeten dus vernieuwende kanalen inzetten om hun doelgroep(en) te bereiken. De weg, die een kandidaat aflegt totdat hij/zij solliciteert, wordt de Candidate Journey genoemd. Tijdens deze weg ervaart de kandidaat verschillende uitingen en contactmomenten. Elke uiting of contactmoment is een kans voor de werkgever met kandidaten in contact te komen en hem/haar over te halen om te solliciteren. De Candidate Journey is niet alleen meer voor werkzoekenden. De latente doelgroep vraagt om een speciale aanpak binnen deze journey, omdat deze doelgroep niet zelf op zoek gaat naar vacatures. Daarnaast zoeken kandidaten niet meer alleen naar vacatures, maar ook naar informatie over de organisatie achter de vacatures. Kandidaten willen weten wat de functie inhoudt, wie het bedrijf is en waar het voor staat. Ze willen zich kunnen vinden in en identificeren met de cultuur, missie en visie van de organisatie. Er is behoefte aan een goede match. Voordat kandidaten ergens solliciteren, willen zij zoveel mogelijk weten: hiervoor dienen de contactmomenten met een bedrijf. Voordat een medewerker in dienst treedt, is er al een relatie opgebouwd.
Employer Branding kan ook leiden tot een lagere cost per hire. Zo kan een sterk employer brand zorgen voor 50% minder kosten in de werving. Het personeelsverloop daalt met 28% bij een sterk employer brand.

## Employer Branding strategie

### Onderzoek doen
Om een Employer Branding strategie succesvol uit te voeren, is onderzoek noodzakelijk. Dat begint extern, bij de concurrentie en de doelgroep(en). Doelgroepgericht denken is noodzakelijk (outside in). Intern onderzoek is stap twee. Bij intern onderzoek ligt de focus op zaken als arbeidsvoorwaarden, cultuurwaarden, unique selling points in het werk, de purpose (missie/visie) en de meningen van medewerkers.

### Employee Value Proposition
Vanuit alle interne en externe data is een Employer/Employee Value Proposition (EVP, ook wel de Employer Brand Proposition genoemd) op te stellen. Dit is een vereenvoudigde weergave in een model, dat laat zien wat de werkgever biedt qua cultuur, arbeidsvoorwaarden, bijzondere extra’s en het grotere doel waar het bedrijf aan bijdraagt. De EVP is de authentieke belofte die de werkgever doet vanuit de identiteit van de organisatie aan de interne en externe arbeidsmarkt. Tegelijk is dit het uitgangspunt voor de Arbeidsmarktcommunicatie.

### Persona’s
Om de Employer Brand boodschap op de juiste manier over te brengen aan de juiste doelgroep, is inzicht in de doelgroepen noodzakelijk. Via deze inzichten is effectieve communicatie mogelijk. In de marketing maakt men gebruik van buyer persona’s. Dit zijn speciale profielen van een personage dat de organisatie als ideale klant ziet. In zo’n profiel wordt het personage beschreven aan de hand van gedrag, interesses, doelen en demografische kenmerken. Onderzoek van MarketingSherpa heeft uitgewezen dat een marketingstrategie met dergelijke persona’s gemiddeld 124% meer rendement oplevert. Voor de Employer Branding strategie is het toepassen van dergelijke persona’s nog niet onderzocht.

### Arbeidsmarktcommunicatie
Arbeidsmarktcommunicatie is het intern en extern communiceren richting de arbeidsmarktdoelgroep. Het hoofddoel hierbij is de relatie met de doelgroep aangaan en onderhouden. Deze relatie draagt bij aan de werving van nieuwe medewerkers. Dankzij, veelal persoonlijke, communicatie ervaart de doelgroep een gevoel van betrokkenheid. Bij interne arbeidsmarktcommunicatie speelt deze betrokkenheid ook een rol bij het behoud van medewerkers en een voortdurende relatie met oud-medewerkers.
In Arbeidsmarktcommunicatie bestaat de keuze voor online en offline communicatie. Voorbeelden van online content zijn: de werken-bij-website, testimonial, Employer Brand video, social mediaberichten, mails en nieuwsbrieven. Offline kan een organisatie contact leggen door te bellen, events te organiseren, een kaartje te sturen of posters/flyers te verspreiden. Steeds meer reclamebureaus richten zich op employer branding als één van hun hoofdactiviteiten omdat het in het belang van hun klant is om continu nieuwe medewerkers aan te trekken.

### Referral Recruitment
Referral Recruitment (ook wel ambassadeursstrategie genoemd) is het werven van nieuwe medewerkers via huidige medewerkers of andere ambassadeurs van de organisatie. Om Referral Recruitment succesvol te implementeren in een organisatie, is een sterke strategie nodig. Deze strategie vormt de basis voor de spelregels, voorwaarden en communicatieregels, die gelden voor Referral Recruitment. Succesvol werven via medewerkers en ambassadeurs vraagt om duidelijke en regelmatige communicatie vanuit de organisatie naar de medewerkers en ambassadeurs, zodat zij op hun beurt goed kunnen overbrengen aan hun netwerk, wat de organisatie zoekt. Medewerkers/ambassadeurs kunnen een beloning krijgen als zij succesvol een kandidaat hebben voorgedragen. Hoe dit precies wordt ingericht, is aan het bedrijf zelf. Intrinsieke motivatie speelt hier een grote rol.